# Кувад синдром
Синдром Кувад (на английски: Couvade syndrome), или състрадателна бременност, е състояние, при което човек близък на бъдеща майка, най-често съпругът ѝ, преживява някои от същите симптоми и поведение, както майката, която е бременна. Това може да включва родилни мъки, следродилна депресия, прекомерно ядене и ограничения, както и сексуални табута.

## Симптоми
Симптомите, изпитвани от страдащия, могат да включват стомашни болки, стомашно разстройство, промени в апетита, качване на тегло, диария, запек, главоболие, зъбобол, гадене, увеличаване на гърдите и безсъние. В някои изключителни случаи, коремът на бащата може да се увеличи подобно на майка в седмия месец и теглото му да се увеличи с около 11-13 кг („лъжлива бременност“).
Наред с тези симптоми се наблюдават емоционална лабилност, повишена раздразнителност, депресия, безсъние и др.